# St. David’s (Cardiff)

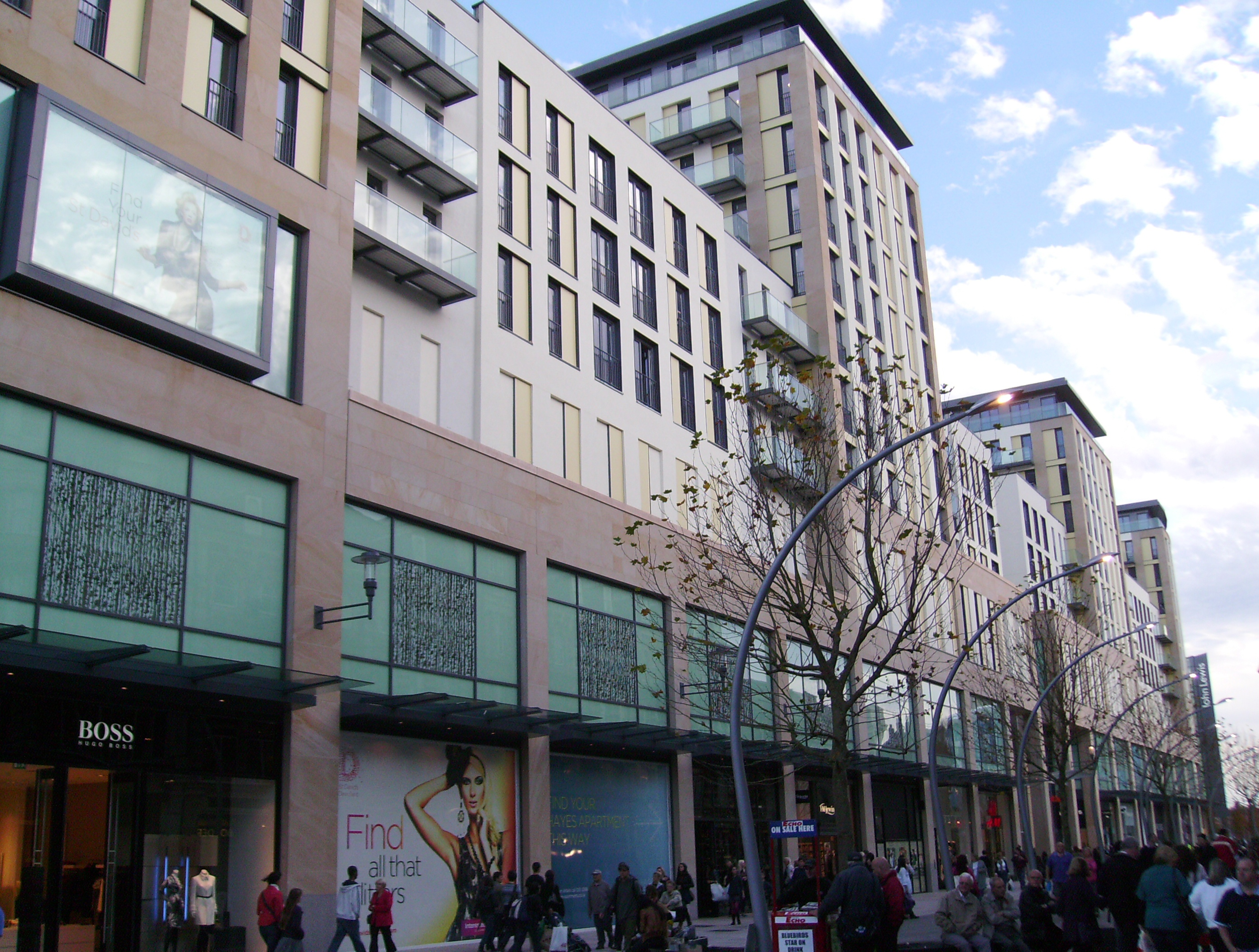
St. Davids Centre

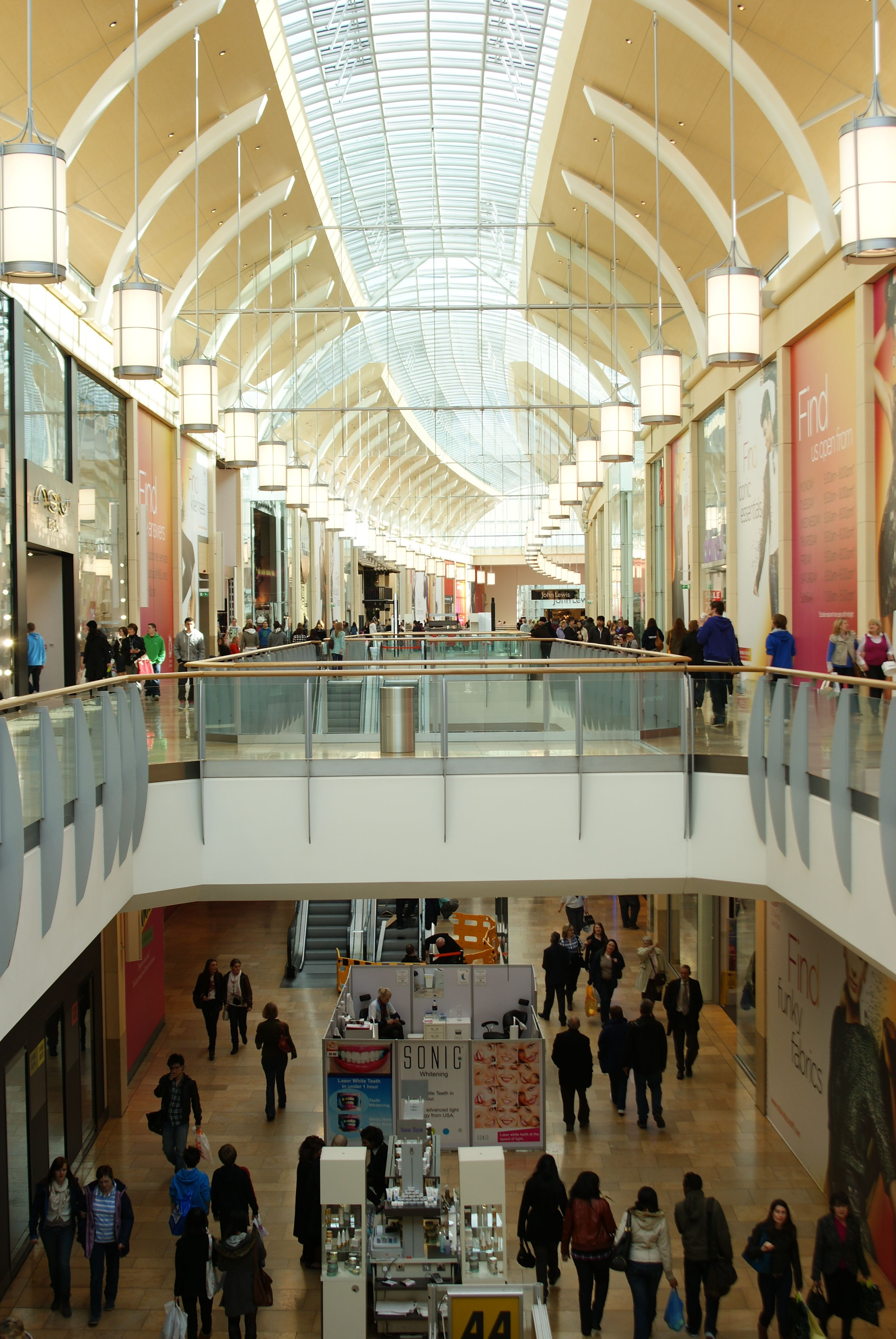
Arcade des St. Davids Centers

Das St. David's (auch als St. David's Shopping Centre bekannt) ist das größte Einkaufszentrum in Cardiff und das größte in Wales. Das Zentrum zählt zu einem der größten in Großbritannien. Die erste Phase der Mall wurde 1982 eröffnet. Nach einer Vergrößerung im Jahre 2009 und einer Grundsanierung wurde das Einkaufszentrum 2009 wieder neu eröffnet. Die Verkaufsfläche umfasst 129,561 m2 und 203 Geschäfte. Das Zentrum wird von Intu Group betrieben.

## Die erste Bauphase
Das St. David's Shopping Centre wurde im Januar 1981 erstmals für die Öffentlichkeit eröffnet. Die offizielle Eröffnung fand jedoch erst am 24. März 1982 statt. Das Zentrum verfügt über vier Eingänge, die sich auf der Queen Street, Cathedral Walk, Working Street und Hills Street befinden. Der Eingang auf der Hills Street verbindet den nördlichen Eingang der zweiten Bauphase des Zentrums. Innerhalb des Gebäudes befinden sich mehrere Verbindungsgänge, die einen schnellen Durchgang zwischen der ersten Bauhälfte und der zweiten ermöglichen. 

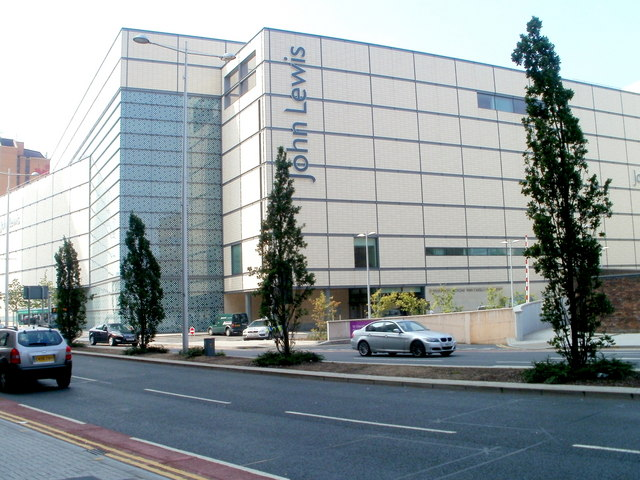
St. David's mit John Lewis Store

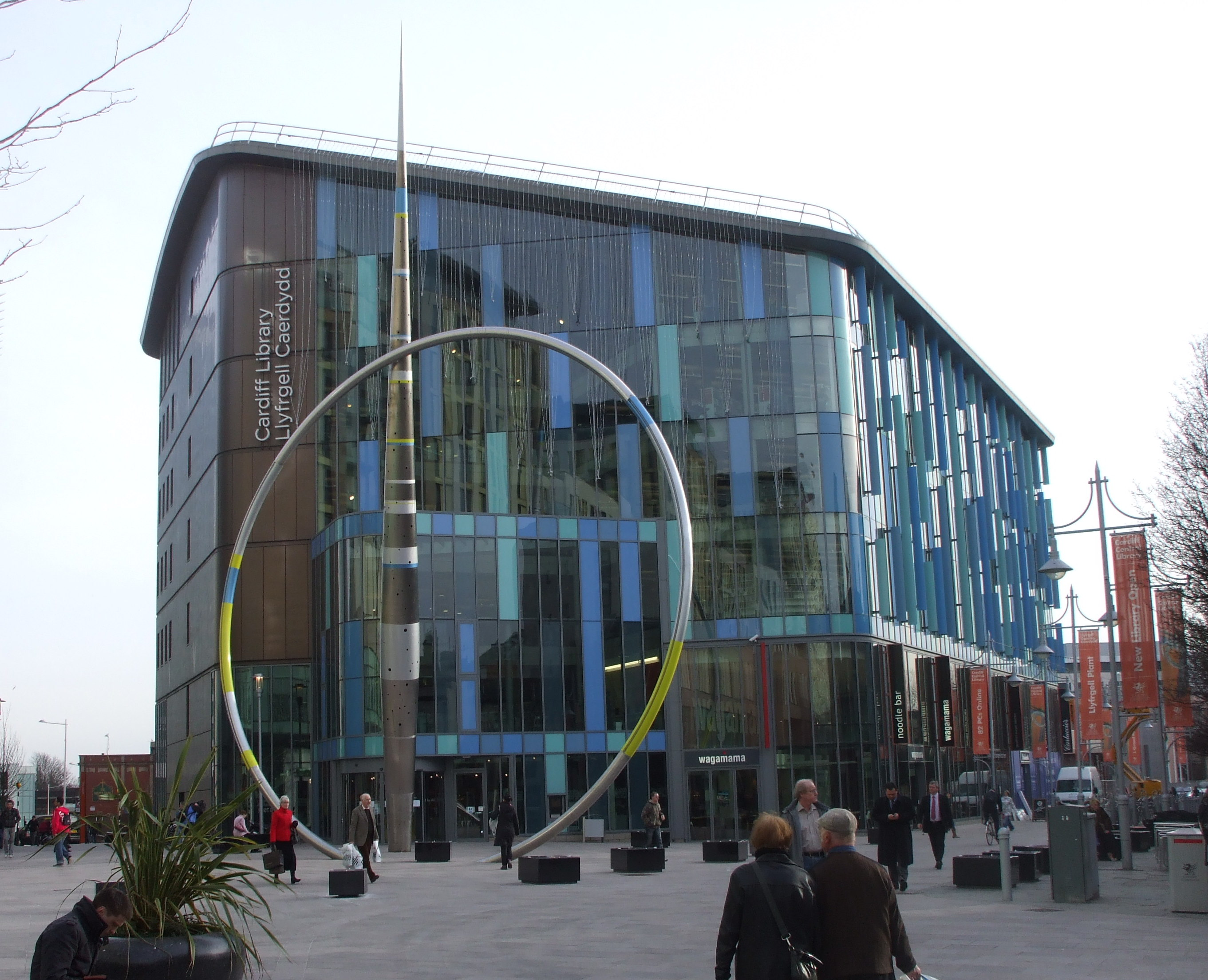
Cardiff Library mit Alliance Skulptur

## Die zweite Bauphase
St. Davids und der größte Teil des südlichen Innenstadtbereichs von Cardiff wurde als eine Erweiterung des St. Davids Einkaufszentrums konzipiert. Die zweite Bauphase umfasste eine 675 Millionen Pfund Erweiterung des Einkaufszentrums, in deren Rahmen große Teile des südlichen Bereichs der Stadt und der darin befindlichen Gebäude abgerissen wurden. Unter den abgerissenen Gebäuden befindet sich das Oxford Arcade, St. David Market, St. David's Link inkluse der Cardiff Central Library, des Weiteren das NCP Tredegar Street Parkhaus, das Wales National Ice Rink und das Toys “R” Us, welches in das Cardiff International Sports Village umgezogen ist.
Während der zweiten Bauphase war der Komplex als St. David's 2 bekannt. Nach der Fertigstellung bürgerte sich nur der normale Name des Einkaufszentrums ein. Die zweite Bauphase umfasst insgesamt drei Hauptgebäude. Das Central Library Gebäude befindet sich auf dem ehemaligen Standort des Mariott Hotel Parkhauses, das John Lewis Geschäft befindet sich auf dem ehemaligen Wales National Ice Rink, und das Haupteinkaufszentrum befindet sich auf dem ehemaligen Standort der Oxford Arcade, St. David's Link und der westlichen Seite der Bridge Street. Oberhalb des Einkaufszentrums wurden Apartments geschaffen, die auch als Hayes Apartments bekannt sind.
Das zweite Gebäude ist in drei Sektoren eingeteilt, diese sind:
- St. David's Walk, Hauptverbindung zu den Erweiterungsbauten Debenhams und der Grand Arcade.
- St. David's Way, die ursprüngliche Hauptverbindung des St. David's.
- Grand Arcade, verbindet St. David's Walk im ersten Bauabschnitt mit John Lewis Geschäft. Auf der ersten Ebene befinden sich Geschäfte. Östlich des Zentrums befinden sich vorwiegend mehrere Restaurants und Cafés, die sich auf zwei Ebenen verteilen.

Das erste John Lewis Kaufhaus in Wales, betrieben von der John Lewis Kette, wurde 2009 eröffnet und ist gegenwärtig der größte Standort außerhalb Londons. John Lewis wurde vier Wochen vor der Eröffnung des St. David's Arcade Shopping Centre eröffnet.

### Cardiff Central Library
Die neue Stadtbibliothek wurde am 14. März 2009 eröffnet. Das alte Gebäude der Bibliothek befand sich einige Meter nördlich des jetzigen Standorts und wurde aufgrund der Erweiterung abgerissen. Die neue Bibliothek verfügt über sechs Etagen und über eine Fläche von 55.000 Quadratmeter. Im Erdgeschoss befinden sich diverse Läden und Restaurants. Der Bauplan des Gebäudes stammt von dem Architekturbüro Building Design Partnership.

### Alliance
Alliance ist eine 25 Meter hohe Skulptur aus Stahl mit einem Pfeil, der an einen metallenen Ring angelehnt ist. Die künstlerische Skulptur ist ein Teil der öffentlichen Kunstoffensive der Stadt, in die £1,5 Millionen investiert wurden. Das Kunstwerk befindet sich auf einer Freifläche zwischen dem Einkaufszentrum und der Bibliothek.

### Hayes Apartments
Die Hayes Apartments sind ein Teil des St. David's Regenerationsprojekts von David's Partnership ein Joint venture zwischen Land Securities und Capital Shopping Centres. Es umfasst 304 Apartments über dem Einkaufszentrum, die sich auf sieben Blöcke aufteilen, welche auch als Phase bekannt sind. Bei den Apartments handelt es sich um Ein- bis Dreizimmer Wohnungen. Die Architekten für die Wohnkomplexe waren Glenn Howells Architects Architekturbüro. Im Sommer wurden die ersten Apartments bezogen. 2012 wurde der letzte Wohnblock fertiggestellt und bezogen.